# Górczynka (ciek)
Górczynka – ciek w Polsce, lewobrzeżny dopływ Warty, przepływający przez obszar południowego Poznania.

## Przebieg i charakterystyka

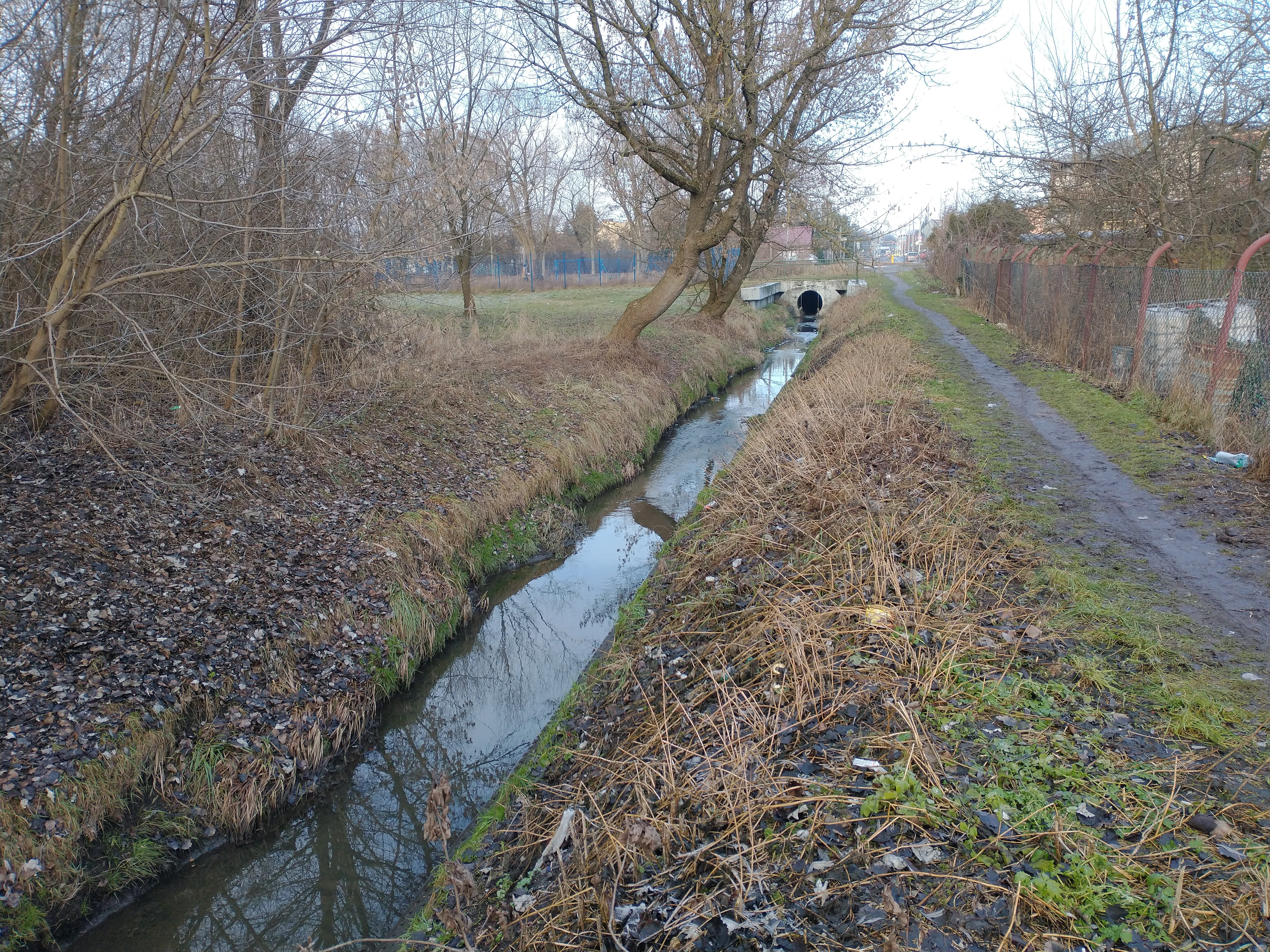
Ciek przy ul. Brzozowej

Źródło znajduje się w Poznaniu przy ul. Góreckiej róg Lotników 302 Dywizjonu Poznańskiego (Świerczewo). Następnie ciek kieruje się na południe, przepływając pod ulicą Opolską. W pobliżu południowej obwodnicy Poznania skręca na wschód i przepływa pod torowiskami linii kolejowej nr 271. Po przekroczeniu ul. 28 Czerwca 1956 r. wpływa do stawów ujęcia wody na Dębinie, skąd wody spływają do Warty. 
Z uwagi na stosunkowo niewielką zlewnię ciek należy do prowadzących wodę okresowo (przede wszystkim w czasie spływu wód roztopowych na wiosnę i podczas dłuższych, czy obfitszych opadów deszczu). W pozostałych okresach bardzo często przepływ wód zanika. 
W 2005  w aluwium potoku przy ulicy Głogowej zawartość chromu dochodziła do 106 mg/kg, miedzi – do 167 mg/kg, rtęci – do 1,67 mg/kg, niklu – do 72 mg/kg i ołowiu – do 61 mg/kg. Źródłem tych zanieczyszczeń były wówczas prawdopodobnie nielegalne wysypiska odpadów. 
W latach 2021–2022 prowadzone są prace mające na celu przebudowę cieku. Prace zakładają odbudowę nieczynnego, mokrego zbiornika retencyjnego na odcinku od km 0+725 do km 1+076, budowę dwóch zbiorników suchych w lewobrzeżnej części doliny cieku (wzdłuż ulicy Brzozowej), miejscową przebudowę koryta (od projektowanego mokrego zbiornika retencyjnego do wylotów z kanalizacji burzowej w ul. M. Rejewskiego, czyli od km 1+076 do km 2+180) oraz przebudowę przepustu pod ulicą Opolską. 